# Łaniewo (gromada)
Łaniewo – dawna gromada, czyli najmniejsza jednostka podziału terytorialnego Polskiej Rzeczypospolitej Ludowej w latach 1954–1972.
Gromady, z gromadzkimi radami narodowymi (GRN) jako organami władzy najniższego stopnia na wsi, funkcjonowały od reformy reorganizującej administrację wiejską przeprowadzonej jesienią 1954 do momentu ich zniesienia z dniem 1 stycznia 1973, tym samym wypierając organizację gminną w latach 1954–1972.
Gromadę Łaniewo z siedzibą GRN w Łaniewie utworzono – jako jedną z 8759 gromad na obszarze Polski – w powiecie lidzbarskim w woj. olsztyńskim na mocy uchwały nr 16 WRN w Olsztynie z dnia 4 października 1954. W skład jednostki weszły obszary dotychczasowych gromad Pomorowo, Długołęka i Bobrownik ze zniesionej gminy Lidzbark Warmiński, obszar dotychczasowej gromady Łaniewo ze zniesionej gminy Runowo oraz kolonia Dobrujewo z miasta Lidzbarka Warmińskiego w tymże powiecie. Dla gromady ustalono 10 członków gromadzkiej rady narodowej.
Gromadę zniesiono 1 stycznia 1960, a jej obszar włączono do gromad Runowo (wieś Łaniewo oraz leśniczówki Łaniewo i Zwierzyniec), Kraszewo (wieś Pomorowo, PGR Wróblik i osadę Gajnica)  i Lidzbark Warmiński (wsie Bobrownik i Długołęka, osiedle Bobrowniczek oraz PGR Dobrujewo) w tymże powiecie.